# Melicope waialealae
Melicope waialealae là một loài thực vật có hoa thuộc họ Rutaceae là loài đặc hữu của hòn đảo Kauai ở Hawaii.